# خوسيه إنريكي فاريلا
خوسيه إنريكي فاريلا (بالإسبانية: José Enrique Varela Iglesias)‏ (سان فرناندو 17 أبريل 1891 - طنجة 24 مارس - 1951) هو عسكري وسياسي إسباني، معروفًا بدوره خلال الحرب الأهلية الإسبانية وديكتاتورية فرانكو.
ساهم في حروب الريف، ومنح مرتين صليب الحائز على وسام سان فرناندو، وهوأحد الجنود الإسبان القلائل الذين حصلوا على مثل هذا التميز. شارك في المؤامرات ضد الجمهورية الثانية، وبعد اندلاع الحرب الأهلية، انضم إلى قوات المتمردين وقاد عدة وحدات عسكرية، ولعب دورًا مهما في الحرب. وبعد تأسيس ديكتاتورية فرانكو، عُيِّن فاريلا الذي وصل إلى رتبة الجنرال وزيراً للجيش. شغل هذا المنصب حتى اندلاع ماسمي أزمة أغسطس 1942 [الإسبانية] والتي أدت إلى رحيله عن الحكومة، على الرغم من أن فرانكو عينه لاحقا بمنصب المُفوض السامي الإسباني في المغرب من الفترة 6 مارس 1945 حتى وفاته يوم 24 مارس 1951.

## السيرة الذاتية

### بدايته ومسيرته العسكرية
ولد خوسيه إنريكي فاريلا إغليسياس في مدينة سان فرناندو في قادس يوم 17 أبريل 1891. وكان والده خوان فاريلا بيريز رقيبًا في الفوج البحري الأول. وفي سن 18 دخلها برتبة مجند في نفس الفوج الذي كان والده فيه، وفي سنة 1912 نال رتبة رقيب، ودخل أكاديمية المشاة وتخرج في 1915.
وعندما غادر الأكاديمية برتبة ملازم تم تكليفه بقوات مليلية النظامية؛ هناك نال مرتين على أعلى وسام عسكري إسباني، وهو صليب الحائز على وسام سان فرناندو. المرة الأولى في 20 سبتمبر 1920. والثانية في 12 مايو 1921. وفي سنة 1922 تم تعيينه في بلاط الملك ألفونسو الثالث عشر. ورقّي إلى نقيب بمزايا الحرب وشارك في عدة حملات مختلفة، ومنها إنزال الحسيمة (1925)، التي عدلت مسار الحرب الاستعمارية وأسرعت بإنهاء تلك الحرب.
في فبراير 1926 رقّي إلى رتبة مقدم على أساس مزايا الحرب، وتم تعيينه في سبتة. وفي 1929 بعد نهاية الحرب تمت ترقيته إلى رتبة عقيد.

### الجمهورية الثانية
بعد إعلان الجمهورية استمر فاريلا في الجيش. حيث شارك في أغسطس 1932 في انقلاب سانخورخادا الفاشل بقيادة الجنرال خوسي سانخورخو. حيث كان فاريلا مسئول التمرد في قادس. إلا أن التمرد فشل وقبض عليه وسجن. ثم نقل بعدها إلى سجن غوادالاخارا، حيث انكب في قراءة الكتب عن الأيديولوجية الكارلية، فتمكن من الاتصال بالكارليين وزعيمهم مانويل فال كوند؛ ونتيجة لكل هذا انتهي به المطاف بالانضمام إلى الكارليين. وقد اتهم فاريلا بعد ذلك الجمهورية بالاستسلام للشيوعيين، وخلط في خطابه بالتضحية الدينية والعسكرية.
بعد إطلاق سراحه من السجن، رفض فاريلا قيادة الكارليين إلا أنه وافق على الإشراف على تدريب مليشيات ريجيتا، حيث ذهب إلى حد القيام بعدة رحلات سرية إلى نافارا تحت اسم مستعار «دون بيبي». بحلول ربيع 1936، كان لدى ريجيتا قوة من 30,000 متطوع. بالتوازي مع هذه الأنشطة واصل فاريلا مسيرته المهنية في الجيش. وفي 31 أكتوبر 1935 قام وزير الحرب خوسيه ماريا جيل روبلز بترقيته إلى رتبة عميد.
حافظ فاريلا على اتصاله مع الاتحاد العسكري الإسباني (UME) وأصبح في النهاية شخصية رئيسية في هذه المنظمة المناهضة للجمهورية، وشارك في المؤامرات ضد الجمهورية. في يناير 1936 حضر اجتماعًا في منزل الجنرال إميليو باريرا، وافق فيه المجتمعون على القيام بانقلاب في تواريخ قريبة من الانتخابات العامة في فبراير. وفي 8 مارس حضر اجتماعًا آخر مع عدة جنرالات تقرر فيه القيام بانقلاب ضد حكومة الجبهة الشعبية؛ خلال ذلك كان فاريلا متشددا ومؤيدًا لانقلاب جريء وشجاع. كان من المقرر أن يحدث الانقلاب في 20 أبريل تاركًا فاريلا مسؤولًا عن تولي وزارة الحرب في مدريد. وفي اللحظة الأخيرة أحبطت المحاولة. فقد كانت الحكومة الجمهورية على علم بتلك الخطط، لذلك تم نفي فاريلا إلى قادس.

### الحرب الأهلية
في 17 يوليو عندما وقع تمرد في حامية مليلية العسكرية أعطت الحكومة أوامرها للجنرال فاريلا بالبقاء قيد الاحتجاز في قلعة سانتا كاتالينا بقادس. ولكن عندما أشعل الجيش المتمرد انتفاضته في قادس أطلق سراح فاريلا. فقام مع بداية الانتفاضة (18 يوليو 1936) هو وخوسيه لوبيز بينتو والتعزيزات القادمة من المغرب باحتلال العاصمة قادس. وبعد إضراب عام بدا أن المدينة استعادها العمال، قام المتمردون بعمليات قمع في مقاطعة قادس قادها الجنرال فاريلا، أدت إلى مقتل آلاف الضحايا، وادعى فاريلا نفسه في أغسطس 1936 أنه «لن يترك جمهوريًا أو أي شخص يساري في قادس على قيد الحياة.»

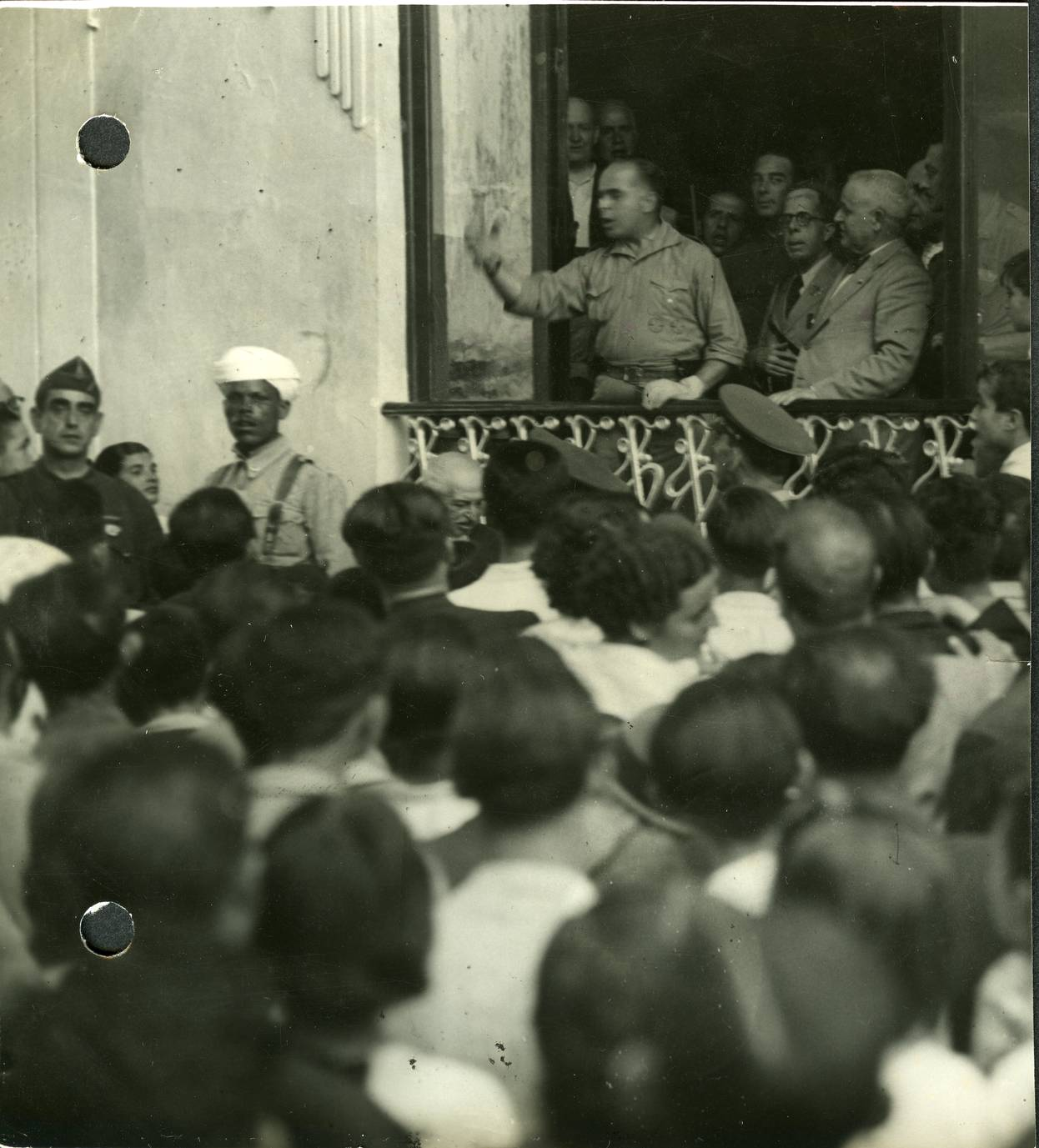
فاريلا وهو يخاطب الجيش والمدنيين في سبتمبر 1936 في إشبيلية.

بعد جمع ما يكفي من القوات الأفريقية، شن فاريلا في أوائل أغسطس هجومًا بقصد إقامة حلقة وصل بين إشبيلية وقادس وقرطبة وغرناطة. فتمكن متزعما طابورا مغربيا به حوالي 400 جندي من عبور الأندلس نحو غرناطة. فسقطت أنتقيرة في 12 أغسطس تلتها بلدتا لوشة وأرشذونة. أخيرًا انهى التهديد على العاصمة غرناطة بعد تمكن قواته من ربط المدينة مع بقية المنطقة المتمردة في منتصف الشهر. هذا يعني العزلة الجغرافية لمقاطعة مالقة. ومع ذلك لم تذهب قواته إلى مالقة وسارت بدلاً من ذلك إلى قرطبة لتعزيز الحامية المحلية. مما يعني أن فاريلا سيطر على الحاميات والأرتال المتمردة في مقاطعة قرطبة.
تمكنت قوات المتمردين بعد وصولها قرطبة من إيقاف هجوم جمهوري على المدينة، وكبدته خسائر شديدة. وقد بقي طابور فاريلا شهري أغسطس وسبتمبر للمساهمة في القمع الداخلي. ثم عاد أوائل سبتمبر إلى مقاطعة مالقة جنوبا. فاستولى على رندة يوم 16 سبتمبر مما تسبب بهروب هائل للمدنيين إلى ملقة.
في 24 سبتمبر 1936 حل فاريلا محل ياغوي في قيادة القوات الأفريقية التي عبرت إكستريمادورا ووادي تاجة، متوجهين لتحرير المحاصرين في قصر طليطلة بقيادة العقيد خوسيه موسكاردو (الذي قاوم سبعين يومًا من حصار رجال ميليشيا الجمهورية). وقبل نهاية 1936 تدخل في المعارك التي دارت في مدريد والمناطق المحيطة بها (المدينة الجامعية). فالفشل في الاستيلاء على مدريد يعني إطالة الحرب، مما تطلب تعيين فاريلا لتنفيذ مهام أخرى. فشارك في العديد من المعارك اللاحقة (خاراما وبرونيت) وكذلك معارك تيرويل وأراغون وليفانتي. انتهت الحرب الأهلية برتبة آمر فرقة وتم تعيينه وزيراً للجيش في أول حكومة دكتاتورية الجنرال فرانسيسكو فرانكو.

### دكتاتورية فرانكو
أنتهت الحرب وفاريلا برتبة لواء وتم تعيينه وزيرا للحرب في حكومة فرانكو في أغسطس 1939 واعتبر ممثلا لفصيل الكارليين بالحكومة. وخلال وزارته تم تطهير الجيش الإسباني من عدد قليل من الضباط وضباط الصف الذين اعتبروا غير موثوقين سياسياً.
بعد سقوط فرنسا في 1940 ودعوات هتلر اللاحقة لفرانكو بالإنضمام، إلا أن فاريلا كان مناهضًا للاشتراكية القومية ومعارضًا رئيسيًا لدخول إسبانيا في الحرب إلى جانب المحور، على الرغم من أنه وافق على مشاركة الفرقة الزرقاء على الجبهة الشرقية لمحاربة الاتحاد السوفياتي.
مع تزايد التوترات بين الكارليون والفلانخي داخل الحكومة سنة 1942، اقترح فاريلا لفرانكو بأن تمثيل الكارليون هو تمثيل ناقص واقترحت عدة مخططات لإعادة تنظيم الحكومة. فاندلع العنف بين الفصائل في بازيليكا بيغونيا يوم 16 أغسطس 1942 عندما هاجم الفلانخيون حشود كارلية بالقنابل اليدوية، مما تسبب في العديد من الإصابات وربما هناك وفيات. أخذ فاريلا الذي كان داخل الكنيسة في ذلك الوقت زمام المبادرة ضد الفلانخيين وصوّر تفجير بيغونيا على أنه هجوم على الجيش ومحاولة اغتيال محتملة في برقيات للمسؤولين في جميع أنحاء البلاد، مما أثار استياء فرانكو. وفي التعديل الوزاري التالي في سبتمبر أزيح فاريلا عن كرسي وزارة الجيش.
بعد استسلام إيطاليا في الحرب العالمية الثانية قام فاريلا مع جنرالات آخرين من الحرب الأهلية، أمثال كنديلان وأورجاز وسولشاغا وساليكيت، بتوقيع رسالة إلى فرانكو سلمها إليه فاريلا نفسه ذكر فيها أن الوقت حان لمنح إسبانيا نظام دولة بموجب الشكل الملكي.
قد عينه فرانكو سنة 1945 مفوضاً سامياً للمغرب الإسباني. ثم تم تعيينه لاحقًا قبطان عام لمدريد. توفي فاريلا بسرطان الدم سنة 1951.